# Боа-Виста (Параиба)
Боа-Виста (порт. Boa Vista) — муниципалитет в Бразилии, входит в штат Параиба. Составная часть мезорегиона Сельскохозяйственный район штата Параиба. Входит в экономико-статистический микрорегион Кампина-Гранди. Население составляет 5578 человек на 2006 год. Занимает площадь 476,539 км². Плотность населения — 11,7 чел./км².
Праздник города — 29 апреля.

## Статистика
- Валовой внутренний продукт на 2003 год составляет 26 339 184,00 реалов (данные: Бразильский институт географии и статистики).
- Валовой внутренний продукт на душу населения на 2003 год составляет 4964,97 реалов (данные: Бразильский институт географии и статистики).
- Индекс развития человеческого потенциала на 2000 год составляет 0,688 (данные: Программа развития ООН).